# Macédoine du Nord au Concours Eurovision de la chanson 2021
La Macédoine du Nord est l'un des trente-neuf pays participants du Concours Eurovision de la chanson 2021, qui se déroule à Rotterdam aux Pays-Bas. Le pays est représenté par le chanteur Vasil et sa chanson  Here I Stand, sélectionnés en interne par le diffuseur macédonien MRT. Le pays se classe 15e avec 23 points en demi-finale, ne parvenant pas à se qualifier pour la finale.

## Sélection
Le diffuseur macédonien MRT annonce sa participation à l'Eurovision 2021 le 16 septembre 2020. Le pays confirme le 20 janvier 2021 la reconduction de Vasil comme représentante du pays après l'annulation de l'édition 2020. Sa chanson, intitulée Here I Stand, est publiée le 11 mars 2021.

## Controverse
Le 11 mars 2021, le diffuseur macédonien MRT publie le clip de la chanson Here I Stand. Ce clip causera une vive controverse en raison de l'apparition, dans les images, d'une œuvre de l'artiste Žaneta Vangeli, évoquant les couleurs du drapeau de la Bulgarie. Dans le contexte tendu des relations entre la Bulgarie et la Macédoine du Nord, où la Bulgarie a posé son véto à l'adhésion de la Macédoine du Nord à l'Union européenne, la controverse prend de l'ampleur et est alimentée par une interview de l'artiste où il mentionne sa double nationalité bulgare. Malgré une réédition du clip et un retrait au montage des images controversées dès le 13 mars 2021, plusieurs personnalités appellent à retirer Vasil de l'Eurovision. La controverse enfle au point de remettre en cause la participation du pays, le diffuseur mettant alors en place une commission chargée d'analyser cette situation.
Le 23 mars 2021, alors que ladite commission annonce maintenir la participation de Vasil et de sa chanson, la polémique prend une ampleur politique, le ministre des Affaires rappelant l'ambassadeur de Macédoine du Nord à Sofia,.
L'artiste s'exprime également, indiquant que les images controversées du clip n'ont « pas de connexion délibérée avec le drapeau bulgare ». Il s'excuse sur le réseau social Facebook, précisant qu'il ne souhaitait « blesser personne » et demandant à ses fans de lui pardonner. Sur la question de sa double nationalité, il annonce se dire « Macédonien, né en Macédoine » et qu'il se considère comme « l'un des Macédoniens les plus fiers qu'il y ait ».

## À l'Eurovision
La Macédoine du Nord participe à la première demi-finale, le 18 mai 2021. Y recevant 23 points, le pays se classe 15e et ne parvient pas à se qualifier en finale.